# Cimetière Albani
 (janvier 2016).
Si vous disposez d'ouvrages ou d'articles de référence ou si vous connaissez des sites web de qualité traitant du thème abordé ici, merci de compléter l'article en donnant les références utiles à sa vérifiabilité et en les liant à la section « Notes et références ».

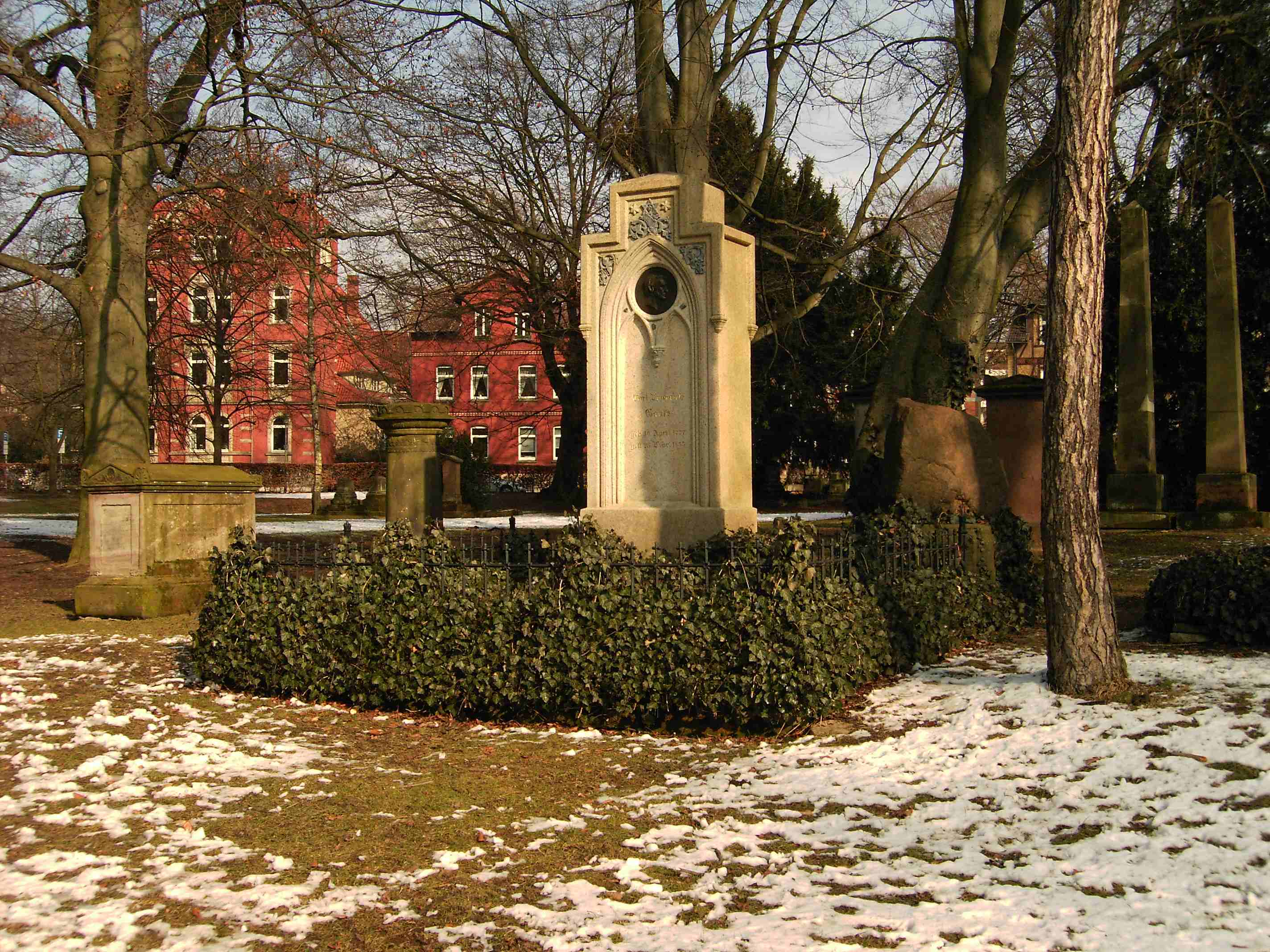
Tombeau de Carl Friedrich Gauss

Le cimetière Albani est un cimetière situé à Göttingen.

## Personnalités
Les personnalités suivantes connues sont enterrées dans le cimetière :
- Johann Friedrich Blumenbach, zoologue et anthropologue
- Carl Friedrich Gauss, mathématicien, astronome, physicien
- Johann Friedrich Gmelin, médecin et scientifique
- Wilhelm Havemann (de) (tombe perdue), historien
- Johann Friedrich Herbart , philosophe, psychologue, éducateur
- Otto Jahn, philologue, archéologue, musicologue
- Friedrich von Krafft, architecte et entrepreneur dans le bâtiment
- Rudolf Hermann Lotze, philosophe
- Friedrich Benjamin Osiander, médecin et obstétricien
- Christian Friedrich Andreas Rohns (de), architecte et entrepreneur dans le bâtiment
- Johann Eduard Wappäus (de), géographe et statisticien